# Orinisobates nigrior
Orinisobates nigrior är en mångfotingart som först beskrevs av Chamberlin 1943.  Orinisobates nigrior ingår i släktet Orinisobates och familjen tråddubbelfotingar. Inga underarter finns listade i Catalogue of Life.